# Thám tử lừng danh Conan: Con tàu biến mất giữa trời xanh
Thám tử lừng danh Conan: Con tàu biến mất giữa trời xanh (名探偵コナン 天空の難破船 Meitantei Konan: Tenkuu no Rosuto Shippu) là bộ phim hoạt hình chính thứ 14 của bộ truyện tranh Thám tử lừng danh Conan với nhân vật chính là Kudo Shinichi. Bộ phim ra mắt vào ngày 17 tháng 4 năm 2010 tại Nhật Bản. Tại Việt Nam, phim được trình chiếu trên kênh HTV3 vào ngày 5 tháng 3 năm 2017.

## Tổng quan
Bộ phim được bắt đầu vào cuối tập phim thứ 13, Truy lùng Tổ chức Áo đen, bộ phim được giới thiệu trên các trang web kể từ ngày 9 tháng 12 năm 2009.

## Nội dung
Một nhóm khủng bố xâm chiếm một phòng thí nghiệm có chứa một loại vi khuẩn chết người, chúng áp giải một nhân viên và bắt anh ta phải mở hầm chứa bằng vân tay và đột nhiên sau đó, chúng cho nổ tung toàn bộ nhà máy. Bọn chúng thông báo qua Internet rằng chúng đã chiếm được vi khuẩn và tự tuyên bố thẳng tay rằng mình là "Mèo Xiêm Đỏ" (赤いシャムネコ, Akai Shamu Neko), một nhóm khủng bố đã bị tận diệt một thập kỷ trước.
Conan, Kogoro, Ran, Haibara, Giáo sư Agasa và nhóm thám tử nhí được bác của Sonoko, Jirokichi Suzuki mời tham gia vào chuyến bay trong chiếc Tàu Bay của mình để chứng kiến việc bắt Kaitou Kid và dụ anh ta bằng viên ngọc quý tên là Lady Sky (Quý bà Bầu trời). Jirokichi cũng đã gửi một tin nhắn cho Kid nói, "Đây là viên ngọc quý mà ngươi đang khao khát, Lady Sky, sẽ được trưng bày tại đại sảnh của Tàu Bay 'Bell Tree First' vào ngày 14 tháng 8. Trong chuyến bay thử nghiệm đó, nếu ngươi muốn có được Kho báu khổng lồ này trong tay, hãy đến vào lúc 13:00, thời gian bọn ta khởi hành từ Tokyo, và 19:00, thời gian ước tính đến Osaka." Kid trả lời thách thức của Jirokichi với một bức thư thông báo rằng anh ta sẽ ăn cắp Lady Sky khi tàu bay đến Osaka.
Trên tàu bay, ngoài các nhân viên và cảnh sát, có bốn người khác làm việc cho giới truyền thông: Takamichi Fujioka, một nhà báo; Masaki Mizukawa, một đạo diễn truyền hình; Kasumi Nishitani, một phóng viên; Và Junpei Ishimoto, quay phim. Trong khi đó, một cô hầu bàn bước vào Phòng hút thuốc, nơi đó, được đặt bên dưới chiếc ghế sofa một chiếc ống nhỏ có logo của Mèo Xiêm Đỏ. Cùng lúc đó, Conan kể lại cho Giáo sư Agasa về khoảng thời gian khi còn nhỏ, Ran nghĩ rằng Tàu Bay chính là UFO (vật thể bay không xác định) và yêu cầu ông giữ bí mật. Trong khi đó, ở bên góc là một người nam bồi bàn đã nghe được câu truyện đó. 
Nhóm của Conan được đưa đi một chuyến tham quan Tàu Bay; còn Ran thì muốn đi xem lại viên ngọc Lady Sky một lần nữa, cô vào toilet cùng với Sonoko, và Sonoko đã lấy ra cho Ran xem một miếng băng dán cá nhân có ghi lời yêu gửi tới Shinichi trên đó, Ran đỏ mặt nhưng cô chợt nhớ là mình mang theo tới ba miếng, thì cô nhớ rằng trước khi bước lên Tàu, Ayumi đi trước đã vấp té nhưng may mắn rằng có người thanh niên Tiếp viên đỡ, nhưng lại bị xước ở cánh tay trái, thấy vậy nên Ran đã đưa hai miếng băng cá nhân cho cậu ta. Rồi cô đi lên đại sảnh, ở đó, Ran gặp một người bồi bàn đang đứng ngắm viên đá và cánh tay trái có dán miếng băng cá nhân giống như chiếc băng cô đưa cho cậu Tiếp viên và từ đó suy luận được rằng hắn ta là đứa trẻ giả mạo. Cô sau đe dọa giao anh ta cho thanh tra Nakamori. Kid biết mình không còn đường tháo chạy nên đã bỏ mặt nạ và cải trang là Kudo Shinichi và thuyết phục Ran bằng cách kể lại việc Ran đã từng nghĩ Tàu Bay là UFO khi còn nhỏ. Ở phòng tiệc, đám nhóc lên kế hoạch đi riêng để khám phá con Tàu mà không cho Conan và Haibara biết, nhưng trong lúc lẻn đi Genta đã bị cô hầu bàn hắt xì vô ý vào mặt. 
Một lúc sau, cô bồi bàn đó đã bắt đầu xuất hiện một vết ban đỏ trên mặt sau cánh tay. Một lúc sau, Jirokichi nhận được một cuộc điện thoại của người đàn ông lạ nói với ông rằng hắn đã để lại một ống vi khuẩn trên Tàu. Thanh tra Nakamori xác nhận rằng đó chính là chủ đích của Mèo Xiêm Đỏ. Và rồi, Fujioka cũng bắt đầu xuất hiện vết phát ban trên toàn bộ cơ thể của mình (vì trước đó anh ta có vào Phòng hút thuốc để làm vài điếu, anh cũng có rủ Mori đi cùng nhưng do chứng sợ độ cao nên Mori đã từ chối và ngồi ngủ tại bàn nước) và anh đã cầu cứu mọi người xung quanh nhưng đều bị khước từ và Ran quyết định đấm một phát mạnh vào bụng để khiến anh ta ngất. Cô hầu bàn với phát ban đã bị phát hiện bởi người đồng nghiệp tóc ngắn; Fujioka và cô hầu bàn bị cách ly trong Phòng hút thuốc. Conan lập tức rời khỏi phòng để tìm kiếm đám nhóc, vì Conan sợ rằng Genta cũng sẽ bị lây.
Conan tìm thấy chúng trong phần gác trên của Tàu Bay. Tại đó, bọn nhóc chứng kiến một kẻ khả nghi đã leo lên nóc để mở khóa mái tàu cho đồng bọn là đám Mèo Xiêm Đỏ đột nhập và cướp Tàu. Tên cầm đầu tuyên bố rằng chúng lên kế hoạch này để trả thù Jirokichi, người đã giúp Cảnh sát tận diệt nhóm bọn chúng 10 năm trước và chúng sẽ cho nổ 4 quả bom đã được gắn trên tàu hoặc sẽ cho bể ống nghiệm nhằm phát tán vi khuẩn nếu họ phản kháng. Haibara biết được nên đã dùng Huy hiệu thám tử liên lạc với Conan và đám nhóc từ đó đã tìm thấy 4 quả bom và vô hiệu hóa chúng; Conan thắc mắc rằng thật lạ khi bọn chúng sử dụng cả bom và vi khuẩn để cướp tàu và cố gắng tìm ra động cơ sau đó. Nhóm khủng bố đang bắt giữ Jirokichi. Mizukawa sau đó cũng bắt đầu phát ban trên lòng bàn tay phải của mình và bị tống giam vào Phòng hút thuốc. Ran nhớ rằng trước đó, Fujioka có nắm lấy cánh tay cô và nhưng rất may rằng không thấy phát ban. Nishitani ngồi lại đó đã thì thầm rằng không thấy đám nhóc đâu hết; Tên cầm đầu đã nghe được điều này và ra lệnh đi bắt đám nhóc về. Haibara lập tức thông báo cho Conan nhưng bị tát bởi một cô hầu bàn tóc ngắn và biết được ả chính là đồng bọn của Mèo Xiêm Đỏ.
Sau khi bị bắt, do chống đối nên Conan bị ném ra khỏi cửa sổ bởi tên cầm đầu và Kid đã lao xuống để cứu. Trong khi đó, ở Osaka, Hattori cố gắng suy luận ra các mục tiêu của Mèo Xiêm Đỏ và xác nhận rằng nếu mục tiêu của chúng là trả thù Jirokichi, chúng sẽ cho nổ Tàu Bay vào tòa nhà của tập đoàn Suzuki, tháp Bell Tree và đồng thời phát tán vi khuẩn ra ngoài không khí. Conan thông báo cho Heiji về tình hình hiện tại sau khi được Kid cứu thành công và gọi cho thanh tra Megure với giọng Shinichi để đi nhờ dụng trực thăng của cảnh sát để lên lại Tàu Bay. Conan vào lại Boong tàu tìm thấy hai trong số bốn quả bom và phát triển rằng còn hai quả bom nữa nhưng không biết chúng đặt ở đâu. Heiji gọi Conan nói với cậu rằng Mèo Xiêm Đỏ đã đăng trên internet về chiếc Tàu Bay sắp phát nổ vi khuẩn gây bệnh nhằm gây hoảng loạn cho các dân cư trong thành phố. Khi con tàu đến gần Nara, Kid thông báo cho Conan biết rằng con tàu đang phát ra khói. Conan nhận ra động cơ thực sự của Mèo Xiêm Đỏ và nhờ Heiji đến Nara.
Ran cùng lúc đã bắt đầu phát ban nơi Fujioka chạm vào cô và cũng bị cách ly trong Phòng hút thuốc. Conan càng trở nên nghi ngờ về loại vi khuẩn vì nó được cho là chỉ lan truyền qua đường nước và không tiếp xúc trực tiếp và cũng nhận ra những móng tay của tên đồng bọn sau khi tháo bao tay ra màu đen sau khi nhốt Ran và nhận ra bản chất thật sự của sự lây nhiễm. Thực chất, những vết ban đỏ trên người những nạn nhân chỉ là do vết sơn dầu được bọn chúng xịt lên trên ghế sofa trong Phòng hút thuốc nhờ đặc điểm móng tay màu đen của tên đồng bọn, Conan suy ra được bọn chúng làm trong ngành có liên quan đến sơn, chúng làm vậy để tống khứ những kẻ có thể ngán đường chúng nên đã đánh gục tên canh giữ và giải thoát Ran cùng Mizukawa. Từ đó, Conan đã đánh bại được đám Mèo Xiêm cùng tên đồng bọn sau một cuộc rượt đuổi gây cấn và hạ gục tên Cầm Đầu bằng việc sút bóng vào mặt hắn khiến ngất xỉu. Conan lấy từ túi áo hắn chiếc ống nghiệm chứa vi khuẩn cùng chiếc điện thoại, qua đó phát hiện có một số điện thoại lạ được hắn liên lạc qua lại rất nhiều lần. Cậu hỏi hắn là số của ai nhưng hắn nhất quyết không trả lời và Conan dọa sẽ đổ vi khuẩn lên người hắn, nhưng hắn tỏ ra không hề sợ hãi nên Conan đã biết được đó chỉ là ống nghiệm giả đồng thời ngay từ đầu chúng đã cho nổ phòng Thí nghiệm chỉ là để đánh lừa mọi người rằng chúng ăn cắp vi khuẩn. 
Conan liền gọi cho Hattori và để bọn Mèo Xiêm Đỏ cho thanh tra Nakamori xử lý. Dân cư ở Nara đã được sơ tán qua Tokyo để lánh nạn chỉ còn lại những bảo vệ không đi, điều đó giúp Hattori và Conan phát hiện ra được âm mưu thật sự của chúng và nhờ thanh tra và cảnh sát tỉnh Nara đến để bao vây bắt giữ. Chúng đã lên âm mưu đến một ngôi chùa cổ tỉnh Nara để ăn cắp những bức tượng Phật cổ đem ra nước ngoài bán với giá cao nhưng kế hoạch không thành. Cùng lúc đó, thanh tra Nakamori gọi cho Shinichi để thông báo rằng bọn cướp trên Tàu Bay này không phải người của nhóm Mèo Xiêm Đỏ mà chỉ là lính Mỹ được thuê lại, điều đó Conan phát hiện được kẻ thật sự cầm đầu cũng như chủ của số điện thoại lạ kia.
Conan tức tốc nhớ lại khi giải cứu Ran, có tổng cộng 4 người bị cách ly nhưng khi cứu thì chỉ có 2, thì nghe tiếng kêu của cô hầu bàn ở phòng bên cạnh đang bị trói tay buột miệng và không ai khác tên cầm đầu thật sự là Fujioka. Conan chạy lên trên nóc Tàu Bay để đối đầu với hắn, thì bị hắn bắn cho vài phát súng khiến cậu bị thương nặng, cậu cũng không biết được rằng ở dưới phòng chờ trà trộn trong đám người, ngoài tên đồng bọn tóc ngắn còn có thêm 2 tên nữa là Nishitani và Ishimoto, chúng đã khống chế moi người, trói họ vào lan can, Mori do bị đánh thuốc mê nên ngủ li bì trên bàn tiệc nhưng thực chất ông đã thức từ lâu, chúng thiết lập hai quả bom còn lại. Ở trên nóc, Tàu Bay sắp phải bay qua dưới chân cầu, Conan nảy ra ý định bằng cách dùng thắt lưng bơm cho quả bóng thật lớn để chặn con Tàu lại không cho bay qua cầu, gây chấn động khiến tên cầm đầu rơi xuống nước, con Tàu nhờ đó bị chúi xuống khiến cho 3 tên đồng bọn bị ngã theo, mọi người do bị trói vào lan can nên an toàn, 2 tên bị ngất nhưng tên tóc ngắn vẫn còn tỉnh và cầm súng đe dọa nhưng ông Mori tung vài đòn Judo hạ knock-out. 
Cuối cùng, bọn chúng đều bị bắt và Kid xuất hiện để cởi trói cho Ran và nhờ cô cởi trói cho những người còn lại, còn mình sẽ từ từ đi lên đại sảnh để lấy Lady Sky. Ở đó, Ran đã đuổi theo vì cô muốn xác định lại Kid có phải Shinichi hay không! Khi chạm mặt Ran lại bị Kid lừa và có hành động chuẩn bị hôn cô, nhưng nhờ đó Ran đã nhận ra rằng Kid không phải là Shinichi bởi hành động chuẩn bị sờ vòng ba của Kid. Kid cười nhẹ rồi biến mất trả lại viên Lady Sky đeo trên ngón tay của Ran. Conan và Sonoko chạy lên nhưng đã quá muộn, Kid đã bay đi mất.

## Phân vai
| Nhân vật            | Diễn viên lồng tiếng | Diễn viên lồng tiếng |
| ------------------- | -------------------- | -------------------- |
| Nhân vật            | Nhật Bản             | Việt Nam             |
| Edogawa Conan       | Takayama Minami      | Hoàng Khuyết         |
| Kudo Shinichi       | Yamaguchi Kappei     | Hoàng Khuyết         |
| Kaito Kid           | Yamaguchi Kappei     | Minh Vũ              |
| Mori Kogoro         | Koyama Rikiya        | Trần Vũ              |
| Mori Ran            | Yamazaki Wakana      | Thúy Hằng            |
| Haibara Ai          | Hayashibara Megumi   | Ái Phương            |
| Ayumi Yoshida       | Yukiko Iwai          | Kim Ngọc             |
| Mitsuhiko Tsuburaya | Ikue Ohtani          | Chánh Tín            |
| Genta Kojima        | Takagi Wataru        | Thiện Trung          |
| Sonoko Suzuki       | Matsui Naoko         | Ngọc Quyên           |
| Jirokichi Suzuki    | Nagai Ichiro         | Tất My Ly            |
| Dr. Agasa           | Ogata Kenichi        | Chơn Nhơn            |
| Megure              | Chafurin             | Trí Luân             |
| Shiratori           | Inoue Kazuhiko       | Tuấn Anh             |
| Hattori Heiji       | Horikawa Ryo         | Quang Tuyên          |
| Takagi              | Takagi Wataru        | Quang Tuyên          |
| Sato                | Yuya Atsukko         | Huyền Trang          |
| Toyama Kazuha       | Miyamura Yuko        | Thu Hiền             |
| Fujioka Takamichi   | Noda Keiichi         | Bá Nghị              |
| Udo Tadayoshi       | Oya Kaneomi          | Hạnh Phúc            |
| Ota Chiaki          | Honda Chieko         | Thu Huyền            |
| Nishitani Kasumi    | Ishige Sawa          | Linh Phương          |
| Ishimoto Junpei     | Ikeda Tomoaki        | Tấn Phong            |
| Mizukawa Masaki     | Machi Yuji           | Minh Vũ              |

## Âm nhạc
- Bài hát cuối phim là bài Over Drive do Garnet Crow trình bày.
- Đĩa nhạc nền chính thức của phim sẽ ra mắt cùng lúc với bộ phim và đĩa đơn mới Over Drive của Garnet Crow vào ngày 17 tháng 4 năm 2010.

## Doanh thu
- Tuần mở cửa: Chưa rõ (Nhật Bản, 352 Rạp chiếu phim)
- Tổng cộng: ¥3.190.000.000 / $32.000.000